# Seseli karatavicum
Seseli karatavicum är en flockblommig växtart som beskrevs av Boris Konstantinovich Schischkin. Seseli karatavicum ingår i släktet säfferötter, och familjen flockblommiga växter. Inga underarter finns listade i Catalogue of Life.